# Non, je ne regrette rien
Non, je ne regrette rien (in italiano "No, non rimpiango niente") è una canzone del 1956 composta da Charles Dumont con parole di Michel Vaucaire. 

## Storia
Divenne celebre nell'interpretazione di Édith Piaf che la registrò la prima volta nel 1960 e nello stesso anno fu presentata all'Olympia come la canzone di congedo dalla musica della Mome in attesa di guarire. 
La canzone si può considerare il simbolo della vita tragica di questa cantante, che dopo i problemi di salute legati anche all'uso di droghe aveva promesso al mondo intero di ripartire da zero senza guardare al passato. 
Tale promessa fu bruscamente troncata, in quanto scomparve tre anni dopo (1963).
Il singolo raggiunse la prima posizione in Francia nel 1961 per 18 settimane e nei Paesi Bassi per cinque settimane.
La Piaf dedicò il brano alla Legione Straniera. Infatti, all'epoca la Francia era impegnata nella guerra d'Algeria, e la Legione che aveva seguito il colpo di stato dei Generali del 23 aprile 1961 contro il governo civile algerino la adottò al termine del golpe: i comandanti del 1° REP (Reggimento Paracadutisti Stranieri) furono arrestati e processati, ma gli ufficiali non coinvolti, i caporali e i legionari furono semplicemente riassegnati ad altri corpi; quando uscirono dalle caserme si misero a cantare la canzone, che da allora è diventata parte integrante del retaggio della Legione Straniera.

## Citazioni nella cultura di massa
- È citata in una scena del film L'odio (1995) di Mathieu Kassovitz, un Dj suona una breve sequenza scratchata della canzone.
- È citata nel film Babe va in città (1998), intonata una volta dai topolini e una volta come colonna sonora.
- È sigla dei titoli di coda di The Dreamers - I sognatori (2003) di Bernardo Bertolucci.
- È presente nel film Prima ti sposo, poi ti rovino (2003) dei fratelli Coen.
- È citata nel film La vie en rose (2007) di Olivier Dahan, che narra la storia della Piaf. È presente nei titoli di coda, simbolicamente a chiusura del film, così come fu la canzone di chiusura della vita della cantante.
- È citata nel brano Frühling in Paris dell'album Liebe ist für alle da (2009) del gruppo tedesco Rammstein.
- È presente più volte nel film Inception di Christopher Nolan del 2010. È utilizzata dai protagonisti come segnale di imminente risveglio dal sonno indotto.
- È presente nell nono episodio della seconda stagione della serie Preacher.
- È presente nella colonna sonora dei film d'animazione Valiant - Piccioni da combattimento (2005) e Madagascar 3 - Ricercati in Europa (2012).
- È citata nel libro Les hommes qui marchent, di Malika Mokeddem.
- È presente nel 14º episodio dell'undicesima stagione di Supernatural.
- È presente nel 13º episodio della stagione 23 de I Simpson quando Lisa flirta immaginando di essere a Parigi.
- È presente nel primo episodio della prima stagione di Mercoledì.